# Jean-François Lesueur
Jean-François Lesueur (Drucat-Plessiel, bij Abbeville, 15 februari 1760 - Parijs, 6 oktober 1837) was een Frans componist uit de tijd van Napoleon.

## Levensloop
Lesueur kreeg zijn opleiding in Abbeville, en werd op zijn 18e kapelmeester in Dijon. Later bekleedde hij die functie aan de Notre-Dame te Parijs. Hij was ook als componist verbonden aan de hofkapel van Napoleon.
Lesueur was in zijn tijd bekend als componist van opera's en kerkmuziek. Hij was geïnteresseerd in de muziek van de oude Grieken, en schreef vele muziekfilosofische geschriften.
Tegenwoordig geniet Lesueur de meeste faam als leraar aan het Conservatoire national supérieur de musique te Parijs. In die hoedanigheid leidde hij enkele beroemd geworden componisten op, zoals Hector Berlioz, Ambroise Thomas en Charles Gounod.

## Composities

### Werken voor orkest
- 1804 Ossian

### Werken voor harmonieorkest
- 1795 Chant des Triomphes de la République, voor samenzang en harmonieorkest - tekst: La Harpe
- 1797 Ode pour la Fête de la Liberté, voor samenzang en harmonieorkest - tekst: Lebrun
- 1798 Chant du 9 Thermidor, voor samenzang en harmonieorkest - tekst: Desorgues
- 1798 Chant National pour l'anniversaire du 21 Janvier - tekst: Lebrun
- 1804 La Marche du Couronnement de Napoléon 1er 2 december 1804 en la Notre-Dame de Paris
- Chant dithyrambique
- Chant du Premier Vendémiaire en faveur du rétablissement de la Paix
- Hymne pour le festival de l'agriculture
- Hymne pour l'inauguration d'un Temple de la Liberté
- Marche du Sacre de Napoléon 1er
- Scène patriotique, voor mannenkoor en harmonieorkest

### Oratora en geestelijke werken
- 1826 Oratorio pour Noël
- 1833 Super flumina Babylonis, oratorium
- Rachel, oratorium
- Ruth et Booz, oratorium

### Muziektheater

#### Opera's
| Voltooid in | titel                                                                            | aktes   | première                                  | libretto                                                                 |
| ----------- | -------------------------------------------------------------------------------- | ------- | ----------------------------------------- | ------------------------------------------------------------------------ |
| 1792        | La Caverne                                                                       | 3 aktes | 16 februari 1793, Parijs, Théâtre Feydeau | Paul Dercy, naar Alain-René Lesage «Histoire de Gil Blas de Santillane»  |
| 1793-1794   | Paul et Virginie ou Le Triomphe de la vertu                                      | 3 aktes | 13 januari 1794, Parijs, Théâtre Feydeau  | Alphonse de Congé Dubreuil, naar Jacques Henri Bernardin de Saint-Pierre |
| 1796        | Télémaque dans l'île de Calypso ou Le Triomphe de la sagesse                     | 3 aktes | 11 mei 1796, Parijs, Théâtre Feydeau      | Paul Dercy                                                               |
| 1796        | Tyrtée                                                                           |         |                                           |                                                                          |
| 1801        | Artaxerce                                                                        |         |                                           |                                                                          |
| 1802-1804   | Ossian, ou les Bardes                                                            | 5 aktes | 10 juli 1804, Parijs, Opéra Garnier       | Paul Dercy, gecompleteerd van Jacques-Marie Deschamps                    |
| 1804        | L'inauguration du temple de la victoire; samen met: Louis-Luc Loiseau de Persuis |         | januari 1804, Parijs, Opéra Garnier       | Pierre Marie Baour-Lormian                                               |
| 1807        | Le Triomphe de Trajan; samen met: Louis-Luc Loiseau de Persuis                   | 3 aktes | 23 oktober 1807, Parijs, Théâtre Feydeau  | Joseph Alphonse Esmenard                                                 |
| 1809        | La mort d'Adam                                                                   | 3 aktes | 21 maart 1809, Parijs, Opéra Garnier      | Nicolas-François Guillard, naar Friedrich Gottlieb Klopstock             |
| 1814-1825   | Alexandre à Babylone                                                             | 3 aktes | niet uitgevoerd                           | Pierre Marie Baour-Lormian                                               |

## Publicaties
- Jean-François Lesueur: Projet d'un plan général de l'instruction musicale en France, rond 1800
- Jean-François Lesueur: Notice sur la Melopée, la Rhythmopée, et les grandes caractères de la musique ancienne, 1793